# Chlorophyceae
Chlorophyceae je jedna od klasa zelenih algi, koje su prepoznatljive uglavnom na osnovu ultrastrukturne morfologije. Obično su zelene boje zbog dominacije pigmenata hlorofila a i hlorofila b. Hloroplast može biti discoid|diskoidan, pločast, mrežast, čašast, spiralan ili trakast u različitim vrstama. Većina članova ima jedno ili više skladišnih tela zvanih pirenoidi smeštenih u hloroplastu. Pirenoidi sadrže proteine pored skroba. Neke zelene alge mogu da skladište hranu u obliku kapljica ulja. Obično imaju ćelijski zid koji se sastoji od unutrašnjeg sloja od celuloze i spoljašnjeg sloja pektoze.

## Redovi
Prema podacima iz, AlgaeBase obuhvata sledeće redove u klasi Chlorophyceae:
- Chaetopeltidales C.J.O'Kelly, Shin Watanabe, & G.L.Floyd – 16 vrsta
- Chaetophorales Wille – 225 vrsta
- Chlamydomonadales F.E.Fritsch (also known as Volvocales) – 1793 vrsta
- Oedogoniales Heering – 792 vrsta
- Sphaeropleales Luerssen – 941 vrsta

Zajedno sa ovim rodovima, AlgaeBase prepoznaje nekoliko taksona koji su incertae sedis (tj. nisu stavljeni u red):
- Dangeardinellaceae Ettl - 1 vrsta

Ostali obuhvaćeni redovi su:
- Dunaliellales – Dunaliella i Dunaliellaceae u stavljeni u Chlamydomonadales od strane AlgaeBase[3]
- Chlorococcales – Chlorococcum i Chlorococcaceae u stavljeni u Chlamydomonadales od strane AlgaeBase[4]
- Microsporales – Microspora i Microsporaceae u stavljeni u Sphaeropleales od strane AlgaeBase[5]
- Tetrasporales – Tetraspora i Tetrasporaceae u stavljeni u Chlamydomonadales od strane AlgaeBase[6]

## Spoljašnje veze
- AlgaeBase